# Stare Pieścirogi
Stare Pieścirogi – wieś sołecka w Polsce położona w województwie mazowieckim, w powiecie nowodworskim, w gminie Nasielsk. Leży nad rzeką Nasielną.
W latach 1975–1998 miejscowość administracyjnie należała do województwa ciechanowskiego.
Stare Pieścirogi są siedzibą parafii rzymskokatolickiej Św. Katarzyny